# Alfred Adler
Pour les articles homonymes, voir Alfred Adler (homonymie) et Adler.
Alfred Adler, né le 7 février 1870 à Rudolfsheim, près de Vienne (aujourd'hui le 15e arrondissement du district viennois de Rudolfsheim-Fünfhaus), et mort le 28 mai 1937 à Aberdeen, en Écosse, est un médecin et psychothérapeute autrichien. Il est le fondateur de la psychologie individuelle.
Deux de ses livres – Der Sinn des Lebens et Über den nervösen Charakter (Le tempérament nerveux. Éléments d’une psychologie individuelle et application à la psychothérapie), 1911, traduit de l'allemand par le Dr Roussel en 1948 – ont été retenus dans la liste des cent chefs-d’œuvre de la psychothérapie.

## Biographie

### Enfance et jeunesse
Alfred Adler est le deuxième des six enfants d'une famille juive ; Leopold Adler, marchand de grains (né vers 1833 à Kittsee, alors en Hongrie, aujourd'hui dans le Burgenland, en Autriche – mort à Vienne en 1922) et de Pauline Beer (née en 1845 à Trebitsch, en Moravie – morte à Vienne en 1906). Enfant, il essaie de prendre pour modèle son frère aîné Sigmund (né en 1868 à Fünfhaus, près de Vienne), qui par la suite devait réussir sa carrière comme commerçant. Il souffre d'une maladie responsable de rachitisme et de spasme du larynx quand il pleurait.

### Études de médecine – le cabinet médical –Freud
Il étudie la médecine à l'université de Vienne et obtient son diplôme de médecin en 1895. Pendant ses études, il rencontre Raissa Timofeyevna Epstein, étudiante russe à Zurich et Vienne, dans un groupe d'étudiants socialistes. Ils se marient en 1897 à Moscou et ont quatre enfants. Adler s'installe comme ophtalmologue, puis ouvre un cabinet de médecine générale près du Prater viennois, dans un quartier dont les habitants vivaient dans des conditions misérables, ce qui le renforce dans sa prise de conscience de la nécessité d'une médecine sociale pour la population viennoise. Dès 1902, il participe à la Société psychologique du Mercredi. Cependant, une incompréhension survient lors du développement de ses propres conceptions. L'individu tel qu'Adler le voit n'est pas commandé par ses instincts, mais est de nature libre, et doit résoudre les tâches culturelles que la vie lui soumet. Cette opposition ne fait que croître, et aboutit, en 1911, à sa rupture avec Freud et la Société psychanalytique de Vienne, rupture dans laquelle le suivent plusieurs membres, notamment Margarete Hilferding, qui cosigne sa lettre de démission et s'engage dans le mouvement de psychologie individuelle à ses côtés.

### Élaboration de la psychologie individuelle – les bases théoriques
Dans son étude publiée en 1907 sur les déficiences organiques, Adler expose son point de vue particulier et ses idées nouvelles, et il fondait ainsi l'école de psychologie individuelle. Il indique le lien entre la déficience organique, sa compensation et sa surcompensation somatiques et psychiques. Après la rupture avec Freud, Adler fonde sa propre société pour une psychanalyse libre, qui devait plus tard devenir l'association pour la psychologie individuelle. Il décrit sa doctrine comme une « psychologie individuelle », parce qu'il constate, dans son cabinet médical, que chaque patient est unique et ne ressemble à aucun autre, et que c'est comme un individu et comme une totalité qu'il faut le traiter sur le plan corporel et comprendre sur le plan psychique.
Adler expose les traits principaux de sa doctrine dans son principal ouvrage théorique : Über den nervösen Charakter (1911), où il unifie  psychologie normale et psychopathologie en un concept unique. Avec ce livre, la psychologie individuelle faisait irruption dans la littérature spécialisée comme une alternative à la psychanalyse[réf. nécessaire]. En 1913, avec Heilen und Bilden. Ein Buch der Erziehungskunst für Ärzte und Pädagogen, Adler et ses élèves jettent les bases du développement de la psychologie individuelle dans le travail d'éducation. Il fonde en 1914 l'Internationalen Zeitschrift für Individualpsychologie.
La première guerre mondiale amène la première interruption dans le développement de la psychologie individuelle. De 1914 à 1916, Adler travaille comme médecin militaire à Cracovie, Brünn et Vienne.

### Développement de la psychologie individuelle – sa mise en application
Adler voulait créer une psychologie proche de la vie réelle, qui permettrait à chacun de comprendre les autres d'après leurs biographies, chaque fois différentes. Les ouvrages qu'il publia à partir de 1920, dans un style volontairement dépouillé, ainsi que ses conférences, devaient rendre sa psychologie accessible à tous et en faire un bien commun. Dans les années 1920, il prononça une série de conférences à la Volkshochschule de Vienne, et les publia en 1927 sous le titre de Menschenkenntnis.
L'entre-deux-guerres est une période où se développe la psychologie individuelle. Dans le cadre de la réforme scolaire de Vienne, environ trente services de conseils pour l'éducation peuvent être ouverts dans cette ville par Adler et ses collaborateurs. En 1920, il est nommé directeur de la première clinique viennoise consacrée à la psychologie de l'enfant et donne ses cours au Pädagogium de la ville de Vienne. Avec la publication de Praxis und Theorie der Individualpsychologie (1930), qui contenait des conférences pour l'introduction dans la psychothérapie destinées aux médecins, aux psychologues et aux enseignants, Adler commence à exposer sa théorie de façon plus détaillée.

### Poursuite de la psychologie des profondeurs et départ vers les États-Unis
À partir de 1926, Adler se rend régulièrement aux États-Unis, où sa doctrine optimiste sur la personne considérée comme un être social rencontre de l'intérêt. Plus de 2 000 personnes participent au cinquième congrès international de psychologie individuelle organisé à Berlin par Arthur Kronfeld.
Pour renforcer et faire mieux comprendre la prophylaxie de l'éducation, Adler publie en 1929 die Individualpsychologie in der Schule et en 1930 Die Seele des schwererziehbaren Kindes. En 1933, dans Der Sinn des Lebens, une œuvre tardive, Adler expose sa position philosophique fondamentale. Le sens de la vie serait, selon lui, le développement d'un esprit communautaire pour résoudre les problèmes de la vie, un effort de perfectionnement pour parvenir à une société idéale.
Confronté aux menaces nazies, il s'établit aux États-Unis en 1934. Il est à partir de 1926 professeur invité à l'université Columbia puis au Long Island College en 1932. En 1935, paraît pour la première fois l'International Journal of Individual Psychology, en anglais. Il entreprend d'autres voyages pour des conférences en Europe. C'est au cours d'un de ces voyages qu'il meurt d'une défaillance cardiaque, le 28 mai 1937 à Aberdeen, à l'âge de soixante-sept ans.
Outre la mort prématurée d'Alfred Adler, c'est surtout l'accession d'Hitler à la chancellerie allemande au cours des années 1930 qui porte un rude coup au système de pensée libre de la psychologie individuelle. Les élèves d'Adler sont pourchassés par le régime nazi. En pleine floraison, la psychologie des profondeurs doit quitter son centre, l'Europe germanophone, et continuer dans d'autres parties du monde son œuvre de recherche psychologique. Les dictatures et la Seconde Guerre mondiale ont contribué aussi à perturber gravement le développement de la science psychologique.

## La connaissance de l'être humain

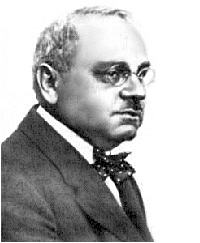
Alfred Adler en 1930

Alors qu'il exerce la médecine et traitait les douleurs corporelles, Alfred Adler participe activement aux nouveaux cercles de discussion de Freud consacrés à la psychanalyse ; c'est ainsi qu'il découvre qu'à chaque manifestation vitale de l'individu, les processus somatiques et psychiques s'accomplissent toujours en même temps, formant une unité indivisible. C'est aujourd'hui cette découverte qui forme la base de la psychosomatique.
En observant les déficiences organiques, Adler pouvait constater que le corps et la psyché ont tendance à les compenser d'une façon ou d'une autre. Cette situation de Minderwertigkeit ou Unterlegenheit dans le domaine psychique, il la rencontre, avant tout, dans les trois buts de la vie : le travail, l'amour, la communauté (communauté : vie infantile, fratrie, école, profession, situations de confrontation, etc.). Elle déclenche chez l'individu un état des sentiments qu'Adler appelait Minderwertigkeit. De façon analogue, comme compensation d'une déficience organique, la psyché humaine s'efforce de surmonter cet état d'infériorité par ce qu'Adler appelait le Geltungsstreben. La façon dont l'individu est en mesure d'affronter de tels défis de la vie dépend en premier lieu, selon Adler, de la manière dont il a pu surmonter sa première situation d'infériorité, son impuissance en tant que nourrisson. Il a constaté que cette impulsion positive dans le processus de croissance et de développement constitue la base pour l'éducabilité de la personne, parce que, dans cette situation, il dépend absolument de l'aide des personnes de son entourage. Dans cette corrélation précoce entre la mère et l'enfant, se forme un sentiment d'Aufgehobensein entre les gens, ce qu'Adler appelait l'esprit communautaire, qui devient une part inconsciente de la personnalité. L'esprit communautaire se trouve au centre de la doctrine adlérienne, parce qu'il est la mesure de la santé psychique de l'individu et de la communauté.

## La doctrine des névroses
Outre la description de la psyché normale, description qui aide à comprendre la personnalité humaine – ou, selon ses termes, à acquérir la connaissance de l'être humain –, Adler a examiné également en tant que médecin les phénomènes psychiques déviants et pathologiques. Selon son principe de l'unité des processus psychiques, il voyait en eux des réponses erronées aux demandes de la vie. Pour Adler, « être un homme signifie posséder un sentiment d’infériorité qui exige constamment sa compensation » , celle-ci pouvant alors se traduire par un effort exagéré de valorisation, ou ce qu'il appelait la volonté de puissance. Adler décrivait le caractère nerveux comme le trait d'union entre la psychologie normale et la psychologie névrosée. Il voyait dans la psychose une forme de névrose plus aiguë, c'est pourquoi, selon son point de vue, toutes les deux pouvaient être traitées par l'analyse psychologique.

## Ouvrages
- Studie über Minderwertigkeit von Organen, Urban und Schwarzenberg, Berlin & Wien, 1907
- Die andere Seite. Eine massenpsychologische Studie über die Schuld des Volkes, Wien, 1919
- Praxis und Theorie der Individualpsychologie, Bergmann, Wiesbaden, 1920
- Connaissance de l'homme. Étude de caractérologie individuelle, trad. de l'allemand par Jacques Marty, Paris, Payot, 2004.
- L'éducation des enfants, Paris, Payot, 2000.
- L'enfant caractériel à l'école, trad. de l'allemand et préfacé par Herbert Schaffer, Paris, Payot, 2002.
- Le sens de la vie. Étude de psychologie individuelle, trad. de l'allemand par Herbert Schaffer, Paris, Payot, 2002.
- Le tempérament nerveux. Éléments d'une psychologie individuelle et applications à la psychothérapie, Paris, Payot, 1970 (Über den nervösen Charakter, Bergmann, Wiesbaden 1912, et Über den nervösen Charakter, (zweite vermehrte Auflage), Bergmann, Wiesbaden 1919)
- Un idéal pour la vie, L'Harmattan, 2002,  (ISBN 2-7475-2114-1)
- La psychologie de la vie, L'Harmattan, 2006,  (ISBN 2-296-01801-7)